# Romantic Hacker
Romantic Hacker (hangul: 낭만 해커, RR: Nangman Haekeo, también conocida como Twenty Hacker), es una película surcoreana estrenada el 24 de marzo de 2021.

## Historia
La serie es una comedia de acción que está basada en la criptomoneda blockchain y sigue a un grupo de jóvenes que usan los juegos mentales de la piratería informática que rodean el Intercambio Internacional de Jeju (inglés: Jeju International Exchange).

## Reparto

#### Personajes principales[2]
| Actor         | Personaje    | Notas |
| ------------- | ------------ | --- |
| Kwon Hyun-bin | Park Jae-min | Es un estudiante universitario y un genio hacker. Tiene excelente habilidades analíticas, pero es apasionado e ingenuo cuando se trata del amor.                                                          |
| Lim Na-young  | Park Joo-hee | Es una joven torpe, tranquila y honesta que es una experta en tener enamoramientos unilaterales debido a su estricto padre. Sueña con tener un romance tipo manga. Es la amiga de la infancia de Jae-min. |

#### Personajes secundarios
| Actor          | Personaje      | Notas |
| -------------- | -------------- | --- |
| Lee Soo-woong  | Lee Chan-ho    | |
| Cho Hyun-young | Jo Hye-soo     | Es la jefa del grupo de hackers de cuello blanco, quienes usan sus habilidades con fines legales y éticos, y creen que pueden hacer al mundo un lugar mejor a través de la piratería. Hye-soo sigue la lógica en lugar de sus emociones y es conocida por sus habilidades de liderazgo. |
| Joo Suk-tae    | Kim Young-tak  | |
| Maeng Bong-hak | Park Kyung-sik | |
| Son In-yong    | -              | |
| Kim Gun-soo    | Go Man-guk     | |